# Thargelia griseola
Thargelia griseola är en fjärilsart som beskrevs av Rothschild 1913. Thargelia griseola ingår i släktet Thargelia och familjen nattflyn. Inga underarter finns listade i Catalogue of Life.